# Chapelle Notre-Dame de Montéglise
La chapelle Notre-Dame de Montéglise est une chapelle catholique située à Barenton, en France.

## Localisation
La chapelle est située dans le département français de la Manche, dans la commune de Barenton.

## Historique
L'édifice, le calvaire du XVIe et le portail Renaissance de l'ancienne église à l'entrée du cimetière sont inscrits au titre des monuments historiques le 21 novembre 1989.

## Architecture

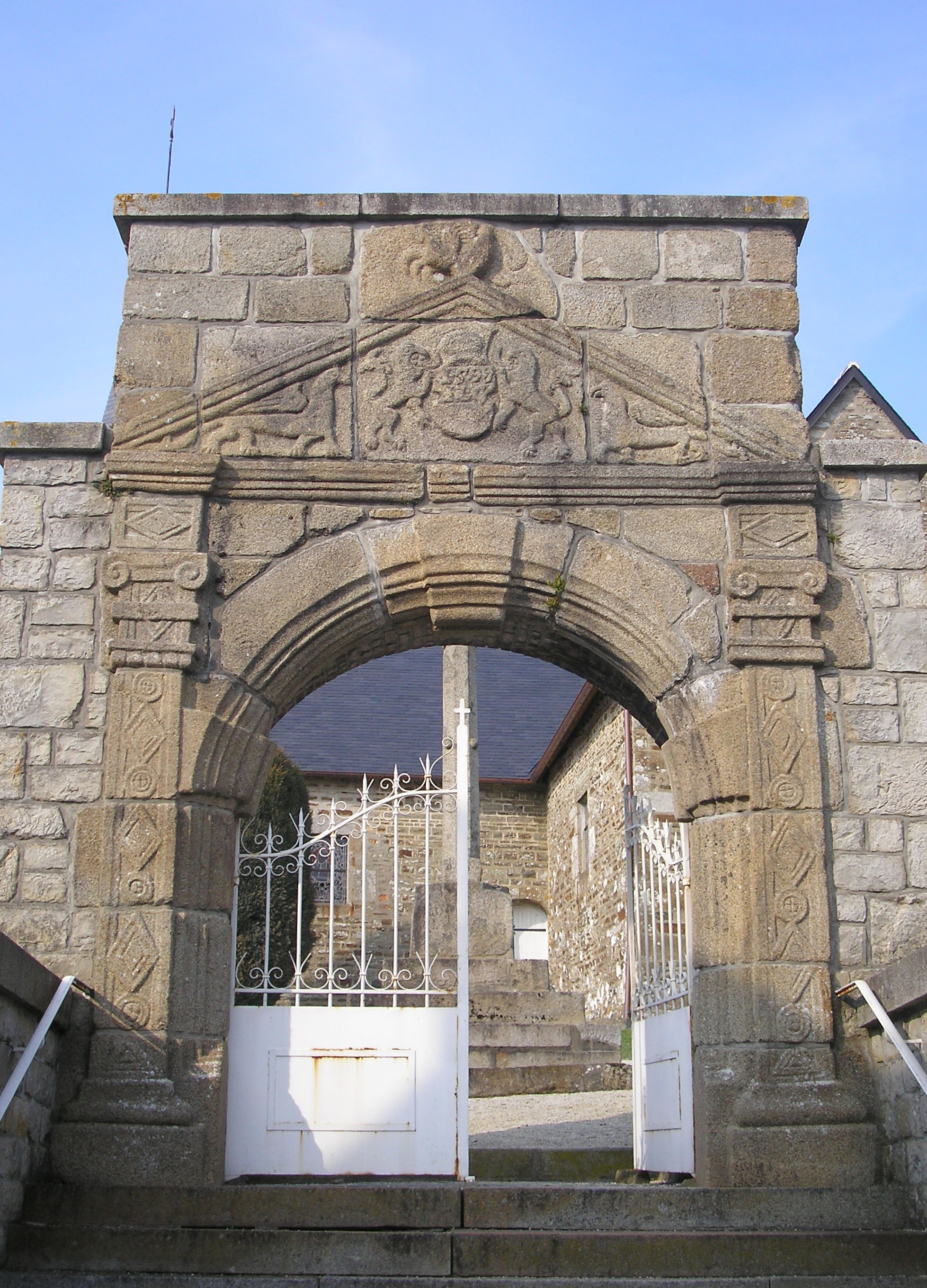
Le portail du cimetière

## Mobilier
L'édifice conserve du mobilier classé :
- Vierge à l'Enfant du XVe,
- Vierge à l'Enfant du  XIVe-XVe,